# Matko Mandić
Matko Mandić (ur. 28 września 1849 w Mihotići, zm. 13 maja 1915 w Trieście) – chorwacki polityk, duchowny, dziennikarz i publicysta.

## Życiorys
Odbył studia teologiczne w Gorycji i Trieście oraz studia przyrodnicze w Pradze, które ukończył w 1879 roku. W 1874 roku przyjął święcenia kapłańskie.
Od 1883 roku był redaktorem triesteńskiego czasopisma Naša sloga, które od 1899 roku było publikowane w Puli. W 1907 roku założył pismo Balkan, będący jedynym chorwackim dziennikiem w Trieście. Był także redaktorem naczelnym słoweńskiego pisma Edinost. Był działaczem chorwackiego odrodzenia narodowego na Istrii. W latach 1889–1915 zasiadał w sejmie Margrabstwa Istrii, przemawiając w nim wyłącznie po chorwacku. W latach 1907–1911 był wybierany do austriackiej Rady Państwa. Opowiadał się za równością Chorwatów, Słoweńców i Włochów na Istrii.

## Wybrane publikacje
(opracowano na podstawie materiału źródłowego)
- O šolstvu v Istri, govor u Istarskom saboru (1896)
- Soči (saborske interpelacije Proti germanizaciji na Primorskem) (1908)
- Proti sistemu germaniziranja (1909)